# George Lusztig

George Lusztig (nacido el 20 de mayo de 1946 en Timișoara, Rumania) es un matemático rumano-estadounidense especializado en álgebra, teoría de representaciones y geometría algebraica. Es conocido por sus contribuciones fundamentales a la teoría de grupos algebraicos y por la introducción de los **polinomios de Kazhdan-Lusztig**, herramientas clave en la teoría de representaciones de álgebras de Lie.

## Biografía
Lusztig nació en Timișoara, Rumania, en 1946. Estudió en la Universidad de Bucarest antes de trasladarse a Princeton, donde obtuvo su doctorado en 1971 bajo la supervisión de Michael Atiyah. Posteriormente trabajó en el MIT y la Universidad de Warwick, y desde 1978 es profesor en la Universidad de Chicago.

## Contribuciones matemáticas
Entre sus principales aportaciones se encuentran:
- Polinomios de Kazhdan-Lusztig (1979), fundamentales en la teoría de representaciones de grupos de Lie y álgebras de Hecke.
- Teoría de representaciones de grupos reductivos sobre cuerpos finitos.
- Desarrollo de la geometrización de la teoría de representaciones, vinculando estructuras algebraicas con geometría.
- Contribuciones a la conjetura de Deligne-Lusztig en la teoría de grupos finitos.

## Premios y reconocimientos
Lusztig ha recibido numerosos galardones, entre ellos:
- Premio Cole en Álgebra (1985) por su trabajo en teoría de representaciones.
- Premio Brouwer (2008) por sus contribuciones a la topología y geometría algebraica.
- Premio Shaw en Matemáticas (2014), compartido con Michael Aschbacher.
- Premio Wolf en Matemáticas (2022) por su influencia duradera en varias áreas de las matemáticas.

## Publicaciones destacadas
- G. Lusztig (1979). «Representations of finite Chevalley groups». CBMS Regional Conference Series in Mathematics 39.
- G. Lusztig (1984). Characters of reductive groups over a finite field. Annals of Mathematics Studies 107.
- G. Lusztig (2003). Hecke algebras with unequal parameters. CRM Monograph Series 18.